# Ulica Adama Mickiewicza w Gliwicach
Ulica Adama Mickiewicza w Gliwicach – jedna z ulic w gliwickiej dzielnicy Wójtowa Wieś.

## Informacje ogólne
Ulica Adama Mickiewicza na całej swojej długości od ulicy Ignacego Daszyńskiego do ulicy Zawiszy Czarnego obsadzona jest czterema rzędami lip.
Wzdłuż jezdni oddzielona pasem zieleni biegnie aleja dla pieszych i rowerów. Cała ulica ma charakter parkowy.
Pomiędzy skrzyżowaniem z ulicą Jana III Sobieskiego i Zawiszy Czarnego przylega do niej Park Plac Grunwaldzki.
Od 27 listopada 2012 roku rozpoczęła się procedura wpisania do rejestru zabytków lip rosnących wzdłuż ulicy Adama Mickiewicza, klonów pospolitych rosnących wzdłuż ulicy Jana III Sobieskiego, zieleni komponowanej parku Plac Grunwaldzki oraz zieleni na skwerze Keżmarok, przez Wojewódzki Urząd Ochrony Zabytków w Katowicach. Procedura zakończyła się 15 maja 2013 roku wpisaniem „układu alejowego” do rejestru zabytków A pod numerem: A/415/13.

## Historia
Ulica w latach 30. XX wieku nazywała się: Gustav Freytag Allee i została obsadzona na całej swojej długości czterema rzędami lip.
Była to główna ulica przedwojennego osiedla Towarzystwa GAGFAH, które zostało wybudowane w latach 1922–1926 według projektu Karla Schabika, Hansa Sattlera i Richarda Riedla. Osiedle inspirowane było ideą miasta-ogrodu Ebenezera Howarda i do dzisiaj zachowało swój oryginalny kształt.

## Przebieg
Ulica Adama Mickiewicza rozpoczyna swój bieg przy rondzie profesora Stanisława Fryzego, od którego odchodzą również ulice Ignacego Daszyńskiego, Generała Józefa Sowińskiego i Kozłowskiej. Następnie krzyżuje się z ulicą Juliusza Ligonia, Konstantego Damrota, Aleksandra Puszkina, Cypriana Kamila Norwida, Małą, Księdza Piotra Skargi, Jana III Sobieskiego i Zbigniewa Oleśnickiego. Kończy swój bieg na skrzyżowania z ulicą Zawiszy Czarnego.
Pomiędzy skrzyżowaniem z ulicą Jana III Sobieskiego, a skrzyżowaniem z ulicą Zawiszy Czarnego przylega do ulicy Adama Mickiewicza park Plac Grunwaldzki.

## Lipy
W październiku 2012 roku pojawiła się informacja w lokalnych gliwickich mediach o możliwości wycięcia 127 lip w ciągu ulicy Adama Mickiewicza.
Drzewa miałby zostać wycięte, ponieważ rosną w skrajni drogowej. Przeciwko wycięciu lip zaprotestowali mieszkańcy okolicznych ulic.
Od 27 listopada 2012 roku rozpoczęła się procedura wpisania do rejestru zabytków rosnących wzdłuż ulicy lip, przez Wojewódzki Urząd Ochrony Zabytków w Katowicach, która zakończyła się 15 maja 2013 roku wpisaniem „układu alejowego” do rejestru zabytków A pod numerem: A/415/13. Mimo wpisania ulicy do rejestru zabytków, Zarząd Dróg Miejskich w Gliwicach odwołał się od tej decyzji w Ministerstwie Kultury i Dziedzictwa Narodowego.
W marcu 2015 roku wycięto 6 lip w pobliżu skrzyżowania z ulicą Ignacego Daszyńskiego. Wycięcie drzew związane było z przebudową wyżej wymienionego skrzyżowania na rondo.
2 lipca 2020 roku zespół projektowanej zieleni – alejowej i szpalerowej, wzdłuż ulic: Mickiewicza, Sowińskiego, Kozłowskiej, Sobieskiego i Zawiszy Czarnego oraz na skwerze Kežmarok i pl. Grunwaldzkim wpisany został ostatecznie do rejestru zabytków (nr rej.: A/405/2020) .